# 胡志明市醫藥大學
胡志明市醫藥大學（越南语：／?）坐落在越南最大的城市胡志明市。该大學主要教学方向是醫科和藥學，前身為越南共和國的著名学府「西貢醫科大學」。

## 學部
本大學具有的學部：
- 基礎科學部
- 醫學部
- 藥學部
- 越南傳統醫學部
- 公共衛生學部
- 護理學及醫學科技部
- 牙醫學部
- 大學醫學中心

## 行政管理委員會
- 校長: 副教授陳曄埈（Trần Diệp Tuấn）MD, Ph.D
- 副校長: 副教授阮黃北（Nguyễn Hoàng Bắc）MD, Ph.D
- 副校長: 副教授陳雄（Trần Hùng）Ph.D
- 副校長: 副教授杜文勇（Đỗ Văn Dũng）MD, Ph.D
- 副校長: 副教授阮文魁（Nguyễn Văn Khôi）MD, Ph.D
- 副校長: 吳彤卿（Ngô Đồng Khanh）MD, Ph.D